# Velika okrogla mišica
Velika okrogla mišica (latinsko musculus teres major) je mišica ramenskega sklepa. Izvira iz spodnjega dela lateralnega roba lopatice (rob kotanje fossa infraspinata), ter se narašča na medialno stran žleba nadlahtnice (sulcus intertubercularis).
Mišica sodeluje pri notranji rotaciji, retroflexiji in addukciji v ramenskemu sklepu.
Oživčuje jo aksilarni živec (C5 do C7).